# Три відсотка ризику
«Три відсотка ризику» (рос. «Три процента риска») — радянський художній фільм 1984 року, знятий режисерами Геннадієм Полокою і Володимиром Шределем на кіностудії «Ленфільм».

## Сюжет
За мотивами творів Марка Галая. Льотчик-випробувач нового винищувача потрапляє в аварію та вибуває з ладу. Провести завершальні десять польотів керівництво доручає Євгену Фетисову і цим відхиляє його клопотання про довгоочікувану відпустку.

## У ролях
- Кирило Лавров — Євген Демидович Фетисов, льотчик-випробувач
- Павло Кадочников — Веніамін Володимирович Хлєбніков, генеральний конструктор КБ
- Іван Бортник — Всеволод Сергійович Корбут, льотчик-випробувач
- Олександр Дем'яненко — Володимир Логінович Катасонов, провідний інженер КБ
- Валерій Золотухін — Інокентій Сигізмундович Капчинський, льотчик-випробувач
- Ірина Рєзнікова — Ліда, інженер, сестра льотчика-випробувача Корбута
- Георгій Дрозд — Олександр Никодимович, льотчик-випробувач
- Володимир Некрасов — Боря Ладигін, льотчик-випробувач
- Аркадій Шалолашвілі — льотчик-випробувач
- Юрій Дедович — Олег Олексійович Крутов, льотчик-випробувач
- Гелена Івлієва — Віра, дружина льотчика-випробувача Корбута
- Тамара Шемпель — дружина льотчика-випробувача
- Тетяна Ташкова — дружина льотчика-випробувача
- Лілія Гурова — дружина льотчика-випробувача
- Ольга Іпполитова — дружина льотчика-випробувача Борі Ладигіна
- Юрій Лазарев — Бабенко, авіамеханік
- Гелій Сисоєв — Углов, авіамеханік
- Володимир Маренков — Турищев, начальник авіабази (озвучив Ігор Єфімов)
- Марина Юрасова — Людмила Петрівна
- Андрій Анкудінов — Анатолій, син Капчинського
- Михайло Уржумцев — Володимир Якович, інженер
- Олег Єфремов — епізод
- Ігор Добряков — Вельветов, співробітник Хлєбнікова
- Віктор Терехов — співробітник Хлєбнікова
- Юрій Гончаров — працівник авіабази
- А. Трифонов — епізод
- Марія Лаврова — Маша
- Надія Мілютенко — епізод
- Людмила Колпакова — епізод
- Наталія Кареслі — епізод
- Н. Осипов — епізод
- Валерій Козинець — епізод
- Юрій Мальцев — співробітник Хлєбнікова
- Валерій Сергєєв — епізод
- Юрій Шиткін — епізод
- Анатолій Артемов — Андрій
- Олександр Струнін — епізод
- З. Рева — епізод
- Ніна Рудова — епізод
- Петро Дроцький — епізод
- Володимир Опьонишев — епізод
- Валентин Соллертинський — епізод
- Геннадій Полока — лікар швидкої допомоги
- Володимир Марков — учасник наради у Хлєбнікова

## Знімальна група
- Режисери — Геннадій Полока, Володимир Шредель
- Сценарист — Марк Галлай
- Оператор — Олег Куховаренко
- Композитор — Веніамін Баснер
- Художник — Михайло Щеглов